# Meconopsis gakyidiana
Meconopsis gakyidiana és una planta del gènere Meconopsis i de la família Papaveraceae. És la flor nacional del Bhutan a més d'una de les tres espècies del gènere Meconopsis endèmiques del Buthan, juntament amb Meconopsis bhutanica, Meconopsis superba i Meconopsis elongata. és una espècie relativament nova, ja que abans es considerava una subespècie de Meconopsis grandis; el desembre de 2017, un estudi dut a terme per investigadors japonesos va dir que la Meconopsis gakyidiana era una espècie independent. Inicialment es va classificar, com ja s'ha dit abans com a Meconopsis grandis, per a després ser considerada una subespècie dins d'aquesta espècie (M. grandis orientalis) i actualment com a nova espècie degut a les diferències significatives que hi havia entre les poblacions de M. grandis.

## Etimologia
El terme Meconopsis prové del grec antic mekon (rosella) i opsis (aparença) en referència a la similitud de les plantes del gènere amb les veritables roselles (Papaver). Segons els descobridors de la nova espècie, el terme gakyidiana prové de la paraula en dzongkha per a felicitat -gakyid-, ja que reflecteix les aspiracions culturals del Bhutan amb relació a la felicitat nacional bruta.

## Distribució
L'espècie Meconopsis gakyidiana es troba a l'est del Bhutan, molt a prop d'Arunachal Pradesh i el Tibet, normalment creix i viu en alçades properes als 4000 metres sobre el nivell del mar, envoltada de les flors grogues de l'espècie Meconopsis paniculata.

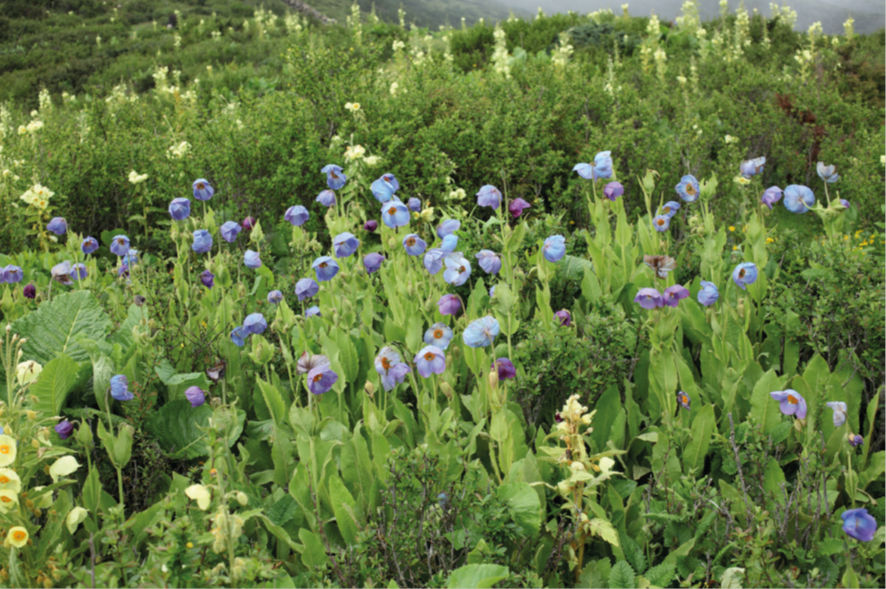
Meconopsis gakyidiana (blau) i Meconopsis paniculata (groc) al Bhutan.

## Característiques
La planta, a finals de primavera, produeix flors grosses (de 4 a 5 centímetres de diàmetre) d'un color blau cel profund. Les flors solen ser poc profundes amb forma de copa i generalment amb 4 pètals. Les plantes tenen una alçada d'entre 18 i 40 centímetres i presenten tiges que s'eleven des d'una roseta basal de fulles gruixudes dentades. Les flors, quan es marceixen, donen lloc a beines plenes de llavors. La dificultat que presenta el conreu d'aquesta planta l'ha fet coneguda en alguns sectors de la jardineria.